# Gran Premio motociclistico della Repubblica Ceca 2001
Il Gran Premio motociclistico della Repubblica Ceca 2001 corso il 26 agosto, è stato il decimo Gran Premio della stagione 2001 e ha visto vincere la Honda di Valentino Rossi nella classe 500, Tetsuya Harada nella classe 250 e Toni Elías nella classe 125.

## Classe 500

### Arrivati al traguardo
| Pos | Nº | Pilota            | Squadra                    | Motocicletta | Giri | Tempo     | Griglia | Punti |
| --- | -- | ----------------- | -------------------------- | ------------ | ---- | --------- | ------- | ----- |
| 1   | 46 | Valentino Rossi   | Nastro Azzurro Honda       | Honda        | 22   | 45:01.044 | 2       | 25    |
| 2   | 28 | Àlex Crivillé     | Repsol YPF Honda           | Honda        | 22   | +3.374    | 8       | 20    |
| 3   | 65 | Loris Capirossi   | West Honda Pons            | Honda        | 22   | +3.767    | 3       | 16    |
| 4   | 6  | Norick Abe        | Antena 3 Yamaha-d'Antin    | Yamaha       | 22   | +4.057    | 11      | 13    |
| 5   | 11 | Tōru Ukawa        | Repsol YPF Honda           | Honda        | 22   | +6.574    | 13      | 11    |
| 6   | 5  | Garry McCoy       | Red Bull Yamaha WCM        | Yamaha       | 22   | +7.344    | 5       | 10    |
| 7   | 7  | Carlos Checa      | Marlboro Yamaha            | Yamaha       | 22   | +10.689   | 7       | 9     |
| 8   | 15 | Sete Gibernau     | Telefonica Movistar Suzuki | Suzuki       | 22   | +15.201   | 10      | 8     |
| 9   | 4  | Alex Barros       | West Honda Pons            | Honda        | 22   | +24.732   | 9       | 7     |
| 10  | 3  | Max Biaggi        | Marlboro Yamaha            | Yamaha       | 22   | +29.758   | 1       | 6     |
| 11  | 41 | Noriyuki Haga     | Red Bull Yamaha WCM        | Yamaha       | 22   | +42.667   | 15      | 5     |
| 12  | 19 | Olivier Jacque    | Gauloises Yamaha Tech 3    | Yamaha       | 22   | +43.063   | 12      | 4     |
| 13  | 10 | José Luis Cardoso | Antena 3 Yamaha-d'Antin    | Yamaha       | 22   | +56.432   | 14      | 3     |
| 14  | 12 | Haruchika Aoki    | Arie Molenaar Racing       | Honda        | 22   | +1:13.315 | 18      | 2     |
| 15  | 16 | Johan Stigefelt   | Sabre Sport                | Sabre V4     | 22   | +2:03.200 | 20      | 1     |
| 16  | 21 | Barry Veneman     | Dee Cee Jeans Racing       | Honda        | 22   | +2:07.065 | 22      |       |

### Ritirati
| Nº | Pilota                   | Squadra                    | Motocicletta | Giri | Griglia |
| -- | ------------------------ | -------------------------- | ------------ | ---- | ------- |
| 1  | Kenny Roberts Jr         | Telefonica Movistar Suzuki | Suzuki       | 15   | 6       |
| 14 | Anthony West             | Dee Cee Jeans Racing       | Honda        | 14   | 19      |
| 9  | Leon Haslam              | Shell Advance Honda        | Honda        | 9    | 16      |
| 17 | Jurgen van den Goorbergh | Proton TEAM KR             | Proton KR    | 8    | 4       |
| 18 | Brendan Clarke           | Shell Advance Honda        | Honda        | 5    | 21      |
| 25 | Shaun Geronimi           | Paton Grand Prix           | Paton        | 5    | 23      |

### Non partito
| Nº | Pilota         | Squadra                 | Motocicletta | Griglia |
| -- | -------------- | ----------------------- | ------------ | ------- |
| 56 | Shin'ya Nakano | Gauloises Yamaha Tech 3 | Yamaha       | 16      |

## Classe 250

### Arrivati al traguardo
| Pos | Nº | Pilota             | Squadra                     | Motocicletta | Giri | Tempo     | Griglia | Punti |
| --- | -- | ------------------ | --------------------------- | ------------ | ---- | --------- | ------- | ----- |
| 1   | 31 | Tetsuya Harada     | MS Aprilia Racing           | Aprilia      | 20   | 41:32.599 | 1       | 25    |
| 2   | 5  | Marco Melandri     | MS Aprilia Racing           | Aprilia      | 20   | +2.743    | 4       | 20    |
| 3   | 74 | Daijirō Katō       | Telefonica Movistar Honda   | Honda        | 20   | +2.797    | 2       | 16    |
| 4   | 10 | Fonsi Nieto        | Valencia Circuit Aspar      | Aprilia      | 20   | +31.315   | 5       | 13    |
| 5   | 44 | Roberto Rolfo      | Safilo Oxydo Race           | Aprilia      | 20   | +32.569   | 11      | 11    |
| 6   | 81 | Randy de Puniet    | Equipe de France - Scrab GP | Aprilia      | 20   | +33.823   | 10      | 10    |
| 7   | 7  | Emilio Alzamora    | Telefonica Movistar Honda   | Honda        | 20   | +35.171   | 6       | 9     |
| 8   | 9  | Sebastián Porto    | Dark Dog Yamaha Kurz        | Yamaha       | 20   | +35.386   | 8       | 8     |
| 9   | 8  | Naoki Matsudo      | Petronas Sprinta Yamaha TVK | Yamaha       | 20   | +35.663   | 13      | 7     |
| 10  | 6  | Alex Debón         | Valencia Circuit Aspar      | Aprilia      | 20   | +41.559   | 7       | 6     |
| 11  | 12 | Klaus Nöhles       | MS Aprilia Racing           | Aprilia      | 20   | +46.303   | 18      | 5     |
| 12  | 15 | Roberto Locatelli  | MS Eros Ramazzotti Racing   | Aprilia      | 20   | +46.613   | 9       | 4     |
| 13  | 50 | Sylvain Guintoli   | Equipe de France - Scrab GP | Aprilia      | 20   | +49.736   | 19      | 3     |
| 14  | 21 | Franco Battaini    | MS Eros Ramazzotti Racing   | Aprilia      | 20   | +50.375   | 12      | 2     |
| 15  | 57 | Lorenzo Lanzi      | Campetella Racing           | Aprilia      | 20   | +51.492   | 22      | 1     |
| 16  | 46 | Tarō Sekiguchi     | Edo Racing                  | Yamaha       | 20   | +56.553   | 15      |       |
| 17  | 37 | Luca Boscoscuro    | Campetella Racing           | Aprilia      | 20   | +56.605   | 14      |       |
| 18  | 42 | David Checa        | Team Fomma                  | Honda        | 20   | +1:02.337 | 16      |       |
| 19  | 22 | David de Gea       | Antena 3 Yamaha-d'Antin     | Yamaha       | 20   | +1:17.395 | 24      |       |
| 20  | 11 | Riccardo Chiarello | Aprilia Grand Prix          | Aprilia      | 20   | +1:17.512 | 26      |       |
| 21  | 16 | David Tomás        | By Queroseno Racing         | Honda        | 20   | +1:17.734 | 25      |       |
| 22  | 20 | Jerónimo Vidal     | PR2 Metrored                | Aprilia      | 20   | +1:17.840 | 23      |       |
| 23  | 24 | Jason Vincent      | QUB Team Optimum            | Yamaha       | 20   | +1:18.157 | 20      |       |
| 24  | 36 | Luis Costa         | Antena 3 Yamaha-d'Antin     | Yamaha       | 20   | +1:34.555 | 27      |       |
| 25  | 83 | Gábor Rizmayer     | Biro Racing                 | Honda        | 20   | +1:59.296 | 28      |       |
| 26  | 62 | Jason Di Salvo     | Cruise America G.P. Racing  | Honda        | 19   | +1 giro   | 31      |       |
| 27  | 79 | Norman Rank        | MSC Schleizer Dreieck       | Honda        | 19   | +1 giro   | 33      |       |
| 28  | 23 | Cesar Barros       | Dark Dog Yamaha Kurz        | Yamaha       | 19   | +1 giro   | 29      |       |

### Ritirati
| Nº | Pilota            | Squadra                     | Motocicletta | Giri | Griglia |
| -- | ----------------- | --------------------------- | ------------ | ---- | ------- |
| 18 | Shahrol Yuzy      | Petronas Sprinta Yamaha TVK | Yamaha       | 14   | 21      |
| 99 | Jeremy McWilliams | MS Aprilia Racing           | Aprilia      | 13   | 3       |
| 80 | Vladimír Častka   | Edo Racing                  | Yamaha       | 7    | 30      |
| 45 | Stuart Edwards    | FCC-TSR                     | Honda        | 5    | 32      |

### Non partito
| Nº | Pilota       | Squadra        | Motocicletta | Griglia |
| -- | ------------ | -------------- | ------------ | ------- |
| 66 | Alex Hofmann | Racing Factory | Aprilia      | 17      |

### Non qualificato
| Nº | Pilota      | Squadra               | Motocicletta |
| -- | ----------- | --------------------- | ------------ |
| 82 | Henrik Voit | Road Racing Team Voit | Honda        |

## Classe 125

### Arrivati al traguardo
| Pos | Nº | Pilota               | Squadra                  | Motocicletta | Giri | Tempo     | Griglia | Punti |
| --- | -- | -------------------- | ------------------------ | ------------ | ---- | --------- | ------- | ----- |
| 1   | 24 | Toni Elías           | Telefonica Movistar jnr  | Honda        | 19   | 41:27.703 | 1       | 25    |
| 2   | 9  | Lucio Cecchinello    | MS Aprilia LCR           | Aprilia      | 19   | +0.689    | 3       | 20    |
| 3   | 17 | Steve Jenkner        | LAE - UGT 3000           | Aprilia      | 19   | +1.086    | 6       | 16    |
| 4   | 41 | Yōichi Ui            | L & M Derbi              | Derbi        | 19   | +1.156    | 2       | 13    |
| 5   | 11 | Max Sabbatani        | Bossini Fontana Racing   | Aprilia      | 19   | +3.668    | 9       | 11    |
| 6   | 18 | Jakub Smrž           | Budweiser Budvar Hanusch | Honda        | 19   | +7.804    | 5       | 10    |
| 7   | 39 | Jaroslav Huleš       | Matteoni Racing          | Honda        | 19   | +7.817    | 10      | 9     |
| 8   | 26 | Daniel Pedrosa       | Telefonica Movistar jnr  | Honda        | 19   | +7.985    | 13      | 8     |
| 9   | 28 | Gábor Talmácsi       | Racing Service           | Honda        | 19   | +8.528    | 8       | 7     |
| 10  | 16 | Simone Sanna         | Safilo Oxydo Race        | Aprilia      | 19   | +13.875   | 4       | 6     |
| 11  | 5  | Noboru Ueda          | FCC-TSR                  | TSR-Honda    | 19   | +20.490   | 7       | 5     |
| 12  | 15 | Alex De Angelis      | Matteoni Racing          | Honda        | 19   | +25.982   | 21      | 4     |
| 13  | 4  | Masao Azuma          | Liegeois Competition     | Honda        | 19   | +26.127   | 12      | 3     |
| 14  | 25 | Joan Olivé           | Telefonica Movistar jnr  | Honda        | 19   | +30.135   | 22      | 2     |
| 15  | 34 | Eric Bataille        | Axo Racing               | Honda        | 19   | +30.593   | 23      | 1     |
| 16  | 6  | Mirko Giansanti      | Axo Racing               | Honda        | 19   | +30.738   | 15      |       |
| 17  | 31 | Ángel Rodríguez      | Valencia Circuit Aspar   | Aprilia      | 19   | +30.954   | 17      |       |
| 18  | 22 | Pablo Nieto          | L & M Derbi              | Derbi        | 19   | +31.290   | 19      |       |
| 19  | 29 | Ángel Nieto Jr       | Viceroy Team             | Honda        | 19   | +32.111   | 14      |       |
| 20  | 19 | Alessandro Brannetti | Team Crae                | Aprilia      | 19   | +45.231   | 20      |       |
| 21  | 20 | Gaspare Caffiero     | Bossini Fontana Racing   | Aprilia      | 19   | +58.341   | 27      |       |
| 22  | 77 | Adrián Araujo        | Liegeois Competition     | Honda        | 19   | +1:10.907 | 33      |       |
| 23  | 23 | Gino Borsoi          | LAE - UGT 3000           | Aprilia      | 19   | +1:10.918 | 28      |       |
| 24  | 30 | Jascha Buch          | PEV-Spalt-ADAC Sachsen   | Honda        | 19   | +1:11.480 | 30      |       |
| 25  | 80 | Tobias Kirmeier      | Ivetra-Seel-Racing       | Honda        | 19   | +1:11.692 | 31      |       |
| 26  | 84 | Igor Kaláb           | ELF Revena               | Honda        | 19   | +1:11.984 | 32      |       |
| 27  | 96 | Matěj Smrž           | Sonax Racing Aprilia     | Aprilia      | 19   | +1:12.105 | 29      |       |
| 28  | 83 | Václav Bittman       | BRC Racing               | Honda        | 19   | +1:12.660 | 34      |       |
| 29  | 85 | Tomáš Mikšovský      | Klub R.J.T.              | Honda        | 19   | +1:12.749 | 35      |       |

### Ritirati
| Nº | Pilota             | Squadra        | Motocicletta | Giri | Griglia |
| -- | ------------------ | -------------- | ------------ | ---- | ------- |
| 7  | Stefano Perugini   | Italjet Racing | Italjet      | 17   | 18      |
| 27 | Marco Petrini      | Racing Service | Honda        | 13   | 24      |
| 54 | Manuel Poggiali    | Gilera Racing  | Gilera       | 11   | 11      |
| 21 | Arnaud Vincent     | Team Fomma     | Honda        | 11   | 16      |
| 12 | Raúl Jara          | MS Aprilia LCR | Aprilia      | 8    | 25      |
| 8  | Gianluigi Scalvini | Italjet Racing | Italjet      | 4    | 26      |